# Loreto International Airport
Loreto International Airport är en flygplats i Mexiko.   Den ligger i kommunen Loreto och delstaten Baja California Sur, i den västra delen av landet, 1 400 km nordväst om huvudstaden Mexico City. Loreto International Airport ligger 10 meter över havet.
Terrängen runt Loreto International Airport är varierad. Havet är nära Loreto International Airport åt sydost.  Närmaste större samhälle är Loreto, 2,6 km norr om Loreto International Airport. 